# Jean Marlin
Cet article possède un paronyme, voir Jean Merlin.

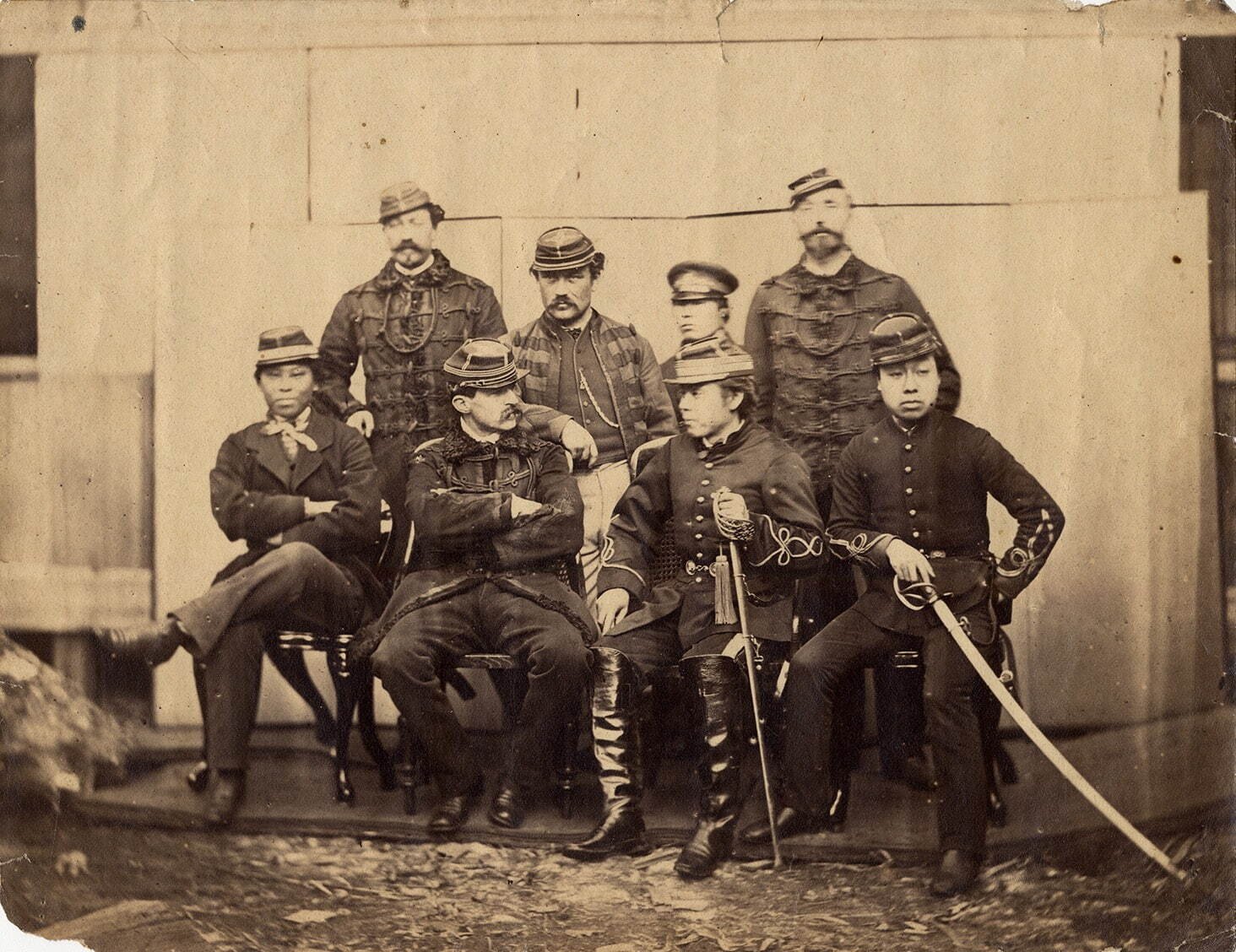
Conseillers militaires français et leurs alliés japonais à Hokkaido. jean Marlin est le deuxième debout en partant de la gauche.

Jean Marlin (1833-1872) est un sous-officier français, sergent dans le 8e bataillon d'infanterie.  Il est membre de la première mission militaire française au Japon en 1867 dirigée par le capitaine  Jules Chanoine. Il devient ainsi instructeur de l'infanterie dans l'armée du shogun.
Durant la guerre de Boshin,et la déclaration de neutralité des puissances étrangères, Marlin choisit de déserter l'armée française et de continuer la lutte du côté du Bakufu.
Après la défaite, Jean Marlin décide de rester au Japon, et est inhumé au cimetière étranger de Yokohama en 1872.